# Rothschild 1 Tower
Rothschild 1 Tower – wieżowiec w osiedlu Lew ha-Ir w mieście Tel Awiw, w Izraelu.

## Historia
Drapacz chmur został wybudowany w latach 2007–2010 w bezpośrednim sąsiedztwie biurowca Africa-Israel Tower (wysokość 62 metrów), z którym posiada podziemne połączenie.

## Dane techniczne
Budynek ma 32 kondygnacji i wysokość 125 metrów.
Wieżowiec wybudowano w stylu architektonicznym określanym nazwą modernizmu. Wzniesiono go z betonu. Jest to zielony wieżowiec z podwójną ścianą kurtynową.

## Wykorzystanie budynku
Budynek jest wykorzystywany jako luksusowy apartamentowiec. Apartamenty mieszkalne rozpoczynają się od ósmego piętra, natomiast poniżej znajdują się biura, spa, centrum fitness, restauracje i inne.
Do wieżowca przylega pięciokondygnacyjny biurowiec, który posiada osobne wejście od strony ulicy Echad Ha'am.